# Адарм
Адарм (исп. adarme) — испанская мера веса; мелкий торговый и марочный вес, 16-я часть унции. В некоторых местах называется «ариенза».
Как торговый вес составляет часть «торгового фунта» (libra), а как марочный — часть кастильской «марки» (marco); в обоих случаях адарм содержит 36 гранов (grano). Вес его равен 1,79 грамма или 40 русским долям.